# Ахелой (сорт грозде)
Вижте пояснителната страница за други значения на Ахелой.
Ахелой е бял хибриден винен сорт грозде, селектиран чрез кръстосване на сортовете Юни блан и Мускат Отонел във ВСИ „Васил Коларов“ – гр. Пловдив.
Лозите се характеризират със силен растеж. Сортът е с по-висока устойчивост на ниски температури и сиво гниене в сравнение с Юни блан.
Ахелой е среднозреещ бял винен сорт. Гроздето узрява около втората половина на септември. Средният добив от лоза е 4,521 кг, а от декар – около 1400 кг.
Гроздът е средно голям (167.2 г.), цилиндрично-коничен или крилат, полусбит. Зърното е средно голямо (2.2 г.), сферично, жълто-зелено на цвят, сладко и приятно на вкус, с добре изразен мискетов аромат. Кожицата е средно дебела, жилава.
От гроздето се получават висококачествени бели вина. Получените вина се отличават с добра бистрота, изразен мискетов аромат, свежест и хармоничност.